# 时片
时片是在研究HSDPA支持流业务时为保证业务质量而第一次引入的术语。时片不仅有着一定的时间长度，而且对应着流业务数据流中可变量的数据。在实际应用中，使用单位时间上的时片个数，即时片率来设计相应的方案来保证流业务的QoS指标。